# Carlos Gamarra
Carlos Alberto Gamarra Pavón (født 17. februar 1971 i Ypacaraí, Paraguay) er en paraguayansk tidligere fodboldspiller (midterforsvarer). Han spillede 110 kampe for det paraguayanske landshold.

## Karriere
Gamarra spillede over en periode på 14 år 110 kampe for Paraguays landshold. Han debuterede for holdet i marts 1993 i et opgør mod Bolivia, og spillede sin sidste landskamp i oktobber 2006, da paraguayanerne spillede uafgjort mod Australien i en venskabskamp. Han repræsenterede sit land ved to VM-slutrunder, VM 1998 i Frankrig og VM 2002 i Sydkorea/Japan. Ved førstnævnte markerede han sig som en dominerende spiller på det paraguayanske hold, der nåede 1/8-finalen, hvor man tabte til de senere mestre fra Frankrig efter forlænget spilletid. Gamarra blev efterfølgende udtaget til turneringens All-Star-hold af FIFA. Han var også med til at vinde sølv ved OL 2004 i Athen.
På klubplan spillede Gamarra for adskillige store klubber i både Sydamerika og Europa. Af hans hold kan blandt andet de brasilianske storhold Internacional og Corinthians, hvor han med sidstnævnte vandt to brasilianske mesterskaber. I Europa spillede han blandt andet ét år hos Atlético Madrid og efterfølgende tre sæsoner hos Inter i den italienske Serie A. Han vandt det paraguayanske mesterskab med både Nacional og Olimpia. Han havde også udlandsophold i både Argentina og Mexico. Han vandt også to paraguayanske mesterskaber med Asunción-holdet Cerro Porteño.
Gamarra blev to gange, i 1997 og 1998, kåret til Årets fodboldspiller i Paraguay.

## Titler
Primera División de Paraguay
- 1992 og 1994 med Cerro Porteño

Campeonato Gaúcho
- 1997 med Internacional

Serie A (Brasilien)
- 1998 med Corinthians

Campeonato Paulista
- 1999 med Corinthians

Campeonato Carioca
- 2001 med Flamengo

Copa dos Campeões
- 2001 med Flamengo

Græsk pokal
- 2002 med AEK Athen

Coppa Italia
- 2005 med Inter